# Olmo al Brembo
Olmo al Brembo est une commune italienne de la province de Bergame dans la région Lombardie en Italie.

## Administration
| Période                                  | Période     | Identité             | Étiquette | Qualité |
| ---------------------------------------- | ----------- | -------------------- | --------- | ------- |
| 13 juin 1999                             | 6 juin 2009 | Carmelo Maria Goglio |           | Maire   |
| 7 juin 2009                              | 24 mai 2014 | Sergio Amboni        |           | Maire   |
| 25 mai 2014                              | en cours    | Carmelo Maria Goglio |           | Maire   |
| Les données manquantes sont à compléter. |             |                      |           |         |

### Communes limitrophes
Averara, Cassiglio, Mezzoldo, Piazza Brembana, Piazzatorre, Piazzolo, Santa Brigida